# Cerococcus zapotlanus
Cerococcus zapotlanus är en insektsart som först beskrevs av Cockerell 1903.  Cerococcus zapotlanus ingår i släktet Cerococcus och familjen Cerococcidae. Inga underarter finns listade i Catalogue of Life.